# Рахела Ферари
Роса Фројнд (Земун, 27. август 1911 — Београд, 12. фебруар 1994), познатија као Рахела Ферари била је српска филмска, телевизијска и позоришна глумица.
Широј публици најпознатија је по улогама у остварењима Скупљачи перја, Грлом у јагоде, Национална класа, Давитељ против давитеља, Хајде да се волимо 3, Танго аргентино и као Митина мајка у серијалу Тесна кожа.
Добитница је бројних глумачких награда, између осталих Добричиног прстена и Стеријине награде.

## Биографија
Рођена је као Роса (Рохел) Фројнд 27. августа 1911. године у Старој Пазови или у Земуну у јеврејској породици. Родитељи су јој били Бела Фројнд и Емилија - Ема рођена Лајнер. Од 1930. до 1940. године је радила је у Српском народном позоришту у Новом Саду, а од 1940. до 1941. у Уметничком позоришту у Београду. У једној анкети прве године свог живота овако је описала: 
Моја младост, то је земунска периферија. Детињство без играчака, без ичега. Изађем на улицу, идем уз плот, чучнем и посматрам – мраве! Ту се развијала моја машта: сама сам себи причала приче, измишљала их о тим мајушним мравима, те они сад иду кући, сад се шетају, трче, набављају храну, а ја сам се играла с њима – правила им разне препреке. Ставим травку да им препречим пут, или направим мост, или их скренем у другу страну. Било је то моје мало позориште дизнијевског типа – мрави су били моји мали глумци а ја свемоћни редитељ.
У Српском народном позоришту (СНП) у Новом Саду Рахела је почела је да статира у сезони 1930-31, а члан позоришта постаје 1931—32. године. У време када се СНП звало Позориште Дунавске бановине, у улози др Клотилде Вимерн у Фодоровој Матури гледао ју је десетогодишњак Јован Ћирилов, не сањајући да ће много година касније, 1985. године, у Југословенском драмском позоришту постати њен управник. Делујући често из другог плана, у мањим улогама, Фераријева је својом креацијом незгодних госпођа избијала у први ред, пише у књизи „Народно позориште Дунавске бановине“ др З. Т. Јовановић. Једногодишње усавршавање у Будимпешти убрзало је њен уметнички раст који је дошао до пуног изражаја у Уметничком позоришту у Београду где је 1940. године ангажована са супругом Александром Стојковићем. 
За време Другог светског рата није играла. Од 1945. до 1947. године је поново наступала у Новом Саду. Од оснивања Југословенског драмског позоришта, 1947. године, била је првакиња тог позоришта. У ЈДП—у је остварила много врсних извођења – од Пашкове у Рибарским свађама, Сарке у Ожалошћеној породици, до Аксиње у Јегору Буличову.
У Новом Саду је играла велики број разноврсних улога у домаћем и страном репертоару. Пре рата најзапаженије су њене епизодне улоге карактерно особених и ћудљивих женских ликова. У Југословенском драмском позоришту, такође у разноврсном репертоару, остварила је много живописних женских ликова, међу којима и мајсторске реализације: Пашкове у Рибарским свађама Карла Голдонија, Ксеније у Јегору Буличову и Василисе у На дну М. Горког, Зеленичке у Родољупцима Ј. Стерије Поповића, и Сарке у Ожалошћеној породици Б. Нушића.
Иако је глумила још у Скупљачима перја, Рахела Ферари је филмску славу досегла тек у позном добу низом упечатљивих улога, и то првенствено у филмовима Грлом у јагоде, Национална класа, Давитељ против давитеља, Хајде да се волимо 3 и Танго аргентино, и у серијалима Камионџије, Метла без дршке и Тесна кожа. У последњем је, као Митина мајка, рекла чувену реплику: Све саме ноге и гола дупета.
Повремено је гостовала у позоришту Атеље 212 и играла на филму и телевизији. На обали Дунава у Гроцкој својим рукама је изградила кућу, косила траву, садила воће и орала. Једном је чак купила 500 пилића. „Сви су се чудили, а нама је било весеље што су тако мали“, причала је. Жена за коју је Гојко Шантић у зборнику Апостоли глуме написао да „маестрално мири и спаја реализам са својим бизарним, гротескним симболизмом“, ван позоришта је уживала у улози обичног човека који се радује малим стварима. Умрла је у Београду 12. фебруара 1994. године и сахрањена је у Алеји заслужних грађана на Новом гробљу.

## Признања
По многима једна од најбољих југословенских карактерно-комичних глумица после Другог светског рата, Рахела Ферари је за живота окићена највећим друштвеним признањима — између осталих добитница је Октобарске, Стеријине, Седмојулске и награде Добричин прстен. У серији Велики српски глумци, Поште Србије су 2007. издале марку с њеним ликом, у Израелу је уврштена у светски алманах Ко је ко у свету Јевреја, а једна улица у Падинској скели носи њено име.
Глумицу Чус Лампреав, која глуми у Алмодоваровом филму Врати се, критичари назвали „шпанска Рахела Ферари“, док панк бенд из Бањалуке такође носи њено име.
О њеном животу, нарочито током Другог светског рата, направљена је представа Рахелина кутија.

## Позориште
- „Арсеник и старе чипке“ - Атеље 212

## Филмографија
|                   | 1950▼ | 1960▼ | 1970▼ | 1980▼ | 1990▼ | Укупно |
| ----------------- | ----- | ----- | ----- | ----- | ----- | ------ |
| Дугометражни филм | 4     | 8     | 4     | 10    | 4     | 30     |
| ТВ филм           | 1     | 25    | 17    | 2     | 1     | 46     |
| ТВ серија         | 0     | 2     | 10    | 2     | 1     | 15     |
| ТВ мини серија    | 0     | 0     | 0     | 0     | 1     | 1      |
| Укупно            | 5     | 35    | 31    | 14    | 7     | 92     |

| Год.    | Назив                                      | Улога                     |
| ------- | ------------------------------------------ | ------------------------- |
| 1950.е▲ |                                            |                           |
| 1951.   | Бакоња фра Брне                            |                           |
| 1953.   | Невјера                                    | Маре                      |
| 1953.   | Далеко је сунце                            | Нана                      |
| 1957.   | Потражи Ванду Кос                          | Вандина мајка             |
| 1958.   | Мати (ТВ филм)                             |                           |
| 1960.е▲ |                                            |                           |
| 1960.   | Велики подухват (ТВ филм)                  |                           |
| 1960.   | Дан четрнаести                             | Софија                    |
| 1960.   | Велика поноћна мистерија (ТВ филм)         | Мила                      |
| 1960.   | Ожалошћена породица (ТВ филм)              | Сарка                     |
| 1961.   | Јерма (ТВ филм)                            | Јерма                     |
| 1961.   | Парче плавог неба                          | Меланија Кнез             |
| 1961.   | Први грађанин мале вароши                  | Мишкова тетка             |
| 1962.   | Варљиво јутро                              |                           |
| 1962.   | Троја врата                                |                           |
| 1962.   | Јунаци дана                                |                           |
| 1963.   | Приче о јунацима (ТВ филм)                 |                           |
| 1963.   | Безазлене душе                             |                           |
| 1963.   | Два пресудна дана                          |                           |
| 1964.   | Нешто о чему се може говорити              |                           |
| 1965.   | Оно море                                   |                           |
| 1965.   | Француске краљице (ТВ филм)                |                           |
| 1965.   | Мртвима улаз забрањен                      |                           |
| 1967.   | Јегор Буличов (ТВ филм)                    | Ксенија Буличов жена      |
| 1967.   | Никад се не зна                            |                           |
| 1967.   | Симон (ТВ филм)                            |                           |
| 1967.   | Арсеник и старе чипке (ТВ филм)            | Еби Брустер               |
| 1967.   | Скупљачи перја                             | Игуманија                 |
| 1968.   | Не играј се љубављу (ТВ филм)              |                           |
| 1968.   | Тако је ако вам се тако чини (ТВ филм)     | Госпођа Фрола             |
| 1968.   | Швабица                                    |                           |
| 1968.   | Наши синови (ТВ филм)                      |                           |
| 1968.   | Кад голубови полете                        | Бака                      |
| 1968.   | Не играј се љубављу (ТВ филм)              |                           |
| 1968.   | Педикирка                                  |                           |
| 1968.   |                                            |                           |
| 1969.   | Служавка                                   | Бетина                    |
| 1969.   | Заобилазни Арчибалд                        |                           |
| 1969.   | Зигмунд Брабендер, ловац и сер (ТВ серија) | Клотилда                  |
| 1969.   | Преко мртвих (ТВ филм)                     | Зорка Стојановић          |
| 1969.   | Крчма на главном друму                     |                           |
| 1970.е▲ |                                            |                           |
| 1970.   | Ујка Вања (ТВ филм)                        | Марија Васиљевна Војницка |
| 1970.   | Десет заповести (ТВ серија)                | Окчева мајка              |
| 1970.   | Ли Харви Освалд (ТВ филм)                  |                           |
| 1970.   | Бубе у глави                               | Професорка                |
| 1971.   | Дом и лепота                               |                           |
| 1971.   | Песникова писма                            |                           |
| 1971.   | Сладак живот на српски начин               |                           |
| 1971.   | Чедомир Илић (ТВ серија)                   | Клеопатра Матовић         |
| 1972.   | Самоубица (ТВ филм)                        | Серафина Иљинисина        |
| 1972.   | Женски разговори (ТВ серија)               |                           |
| 1972.   | Грађани села Луга (ТВ серија)              | Баба Стевана              |
| 1973.   | Кућевласник и паликућа                     |                           |
| 1973.   | Камионџије (ТВ серија)                     | Госпођа Каначки           |
| 1973.   | Наше приредбе (ТВ серија)                  |                           |
| 1973.   | Паја и Јаре - Камионџије                   | Г-ђа Каначки              |
| 1974.   | Драга тетка                                |                           |
| 1974.   | Лажа и Паралажа                            |                           |
| 1974.   | Породични оркестар                         |                           |
| 1974.   | Одлазак Дамјана Радовановића               | Елеонора Радовановић      |
| 1975.   | Сведоци оптужбе                            |                           |
| 1975.   | Андра и Љубица                             |                           |
| 1975.   | Лепеза леди Виндемир (ТВ филм)             | Војвоткиња од Бервика     |
| 1975.   | Живот је леп (ТВ серија)                   | Мајка Јелисавета          |
| 1976.   | Бабино унуче (ТВ серија)                   | Ружа                      |
| 1976.   | Част ми је позвати вас (ТВ серија)         | Рахела                    |
| 1976.   | Звездана прашина (ТВ филм)                 | Тетка                     |
| 1976.   | Грлом у јагоде (ТВ серија)                 | Банетова бака Елвира      |
| 1977.   | Најдража деца драгих родитеља              |                           |
| 1978.   | Тигар                                      | Гђа Хаџиракић             |
| 1978.   | Дан када се рушио свет                     |                           |
| 1979.   | Национална класа                           | Тетка Ната                |
| 1980.е▲ |                                            |                           |
| 1981.   | Нека друга жена                            | комшиница                 |
| 1982.   | Тесна кожа                                 | Митина мајка              |
| 1983.   | Степенице за небо                          |                           |
| 1984.   | Давитељ против давитеља                    | Перина мајка              |
| 1984.   | Чај у пет (ТВ филм)                        | Госпођа Хелен Хоторн      |
| 1986.   | Лијепе жене пролазе кроз град              |                           |
| 1986.   | Сиви дом (ТВ серија)                       | Ружа Лопужа               |
| 1987.   | Случај Хармс                               | Стара дама                |
| 1987.   | Иванов (ТВ филм)                           | Назаровна                 |
| 1987.   | Тесна кожа 2                               | Митина мајка              |
| 1988.   | Сунцокрети                                 |                           |
| 1988.   | Тесна кожа 3                               | Митина мајка              |
| 1988.   | Манифесто                                  | Бака                      |
| 1989.   | Метла без дршке (ТВ серија)                | Душкова бака              |
| 1989.   | Балкан експрес 2 (ТВ серија)               | Костина мајка             |
| 1990.е▲ |                                            |                           |
| 1990.   | Метла без дршке 2 (ТВ серија)              | Душкова бака              |
| 1990.   | Јастук гроба мог (ТВ серија)               | Госпођа Теодоровић        |
| 1990.   | Хајде да се волимо 3                       |                           |
| 1991.   | Метла без дршке (ТВ серија)                | Нада                      |
| 1992.   | Танго аргентино                            | Госпођа Нана              |
| 1993.   | Рај (ТВ филм)                              | Рођака Црњанског          |
| 1993.   | Метла без дршке (ТВ серија)                |                           |
| 1993.   | Кажи зашто ме остави                       | Баба                      |
| 1993.   | Боље од бекства                            | Стаменина баба            |